# بول كيلر (مدرب اتحاد الرغبي)
بول كيلر (بالإنجليزية: Paul Keeler)‏ هو مدرب اتحاد الرغبي ‏ أمريكي، ولد في 17 أبريل 1971.